# Chrysoexorista chalcos
Chrysoexorista chalcos là một loài ruồi trong họ Tachinidae.